# アフマド・エル・ファテハ級ミサイル艇
アフマド・エル・ファテハ級ミサイル艇（英語: Ahmad el Fateh Class Missile Boat）は、バーレーン海軍のミサイル艇の艦級。ドイツのリュールセン造船所によって4隻が建造された。アーマド・エル・ファテ級と表記されることもある。

## 設計
本級は、1979年に2隻、1985年に2隻の計4隻が発注され、1984年2月から1989年3月にかけて就役した。設計はリュールセン造船所のFPB45型に基づくとする資料と、同社のTNC45型に基づくとする資料がある。もっとも、両者はほとんど同じタイプである。
排水量は半載228t・満載259tで、全長は44.9ｍ、最大幅は7.0m、喫水は2.5mである。乗員は士官6名を含む36名。
機関にはMTU社の16V538 TB92 ディーゼルエンジンを4基搭載し、スクリュープロペラ4軸で推進する。機関出力は資料によって若干差異があり、13,625hpまたは13,640hpとされる。最大速力は40ノット、航続距離は16ノット巡航時で1,600海里である。

## 装備
兵装は、艦首にオート・メラーラ コンパット76mm両用砲（砲弾数250発）を、艦尾にはブレダ40mm連装機関砲塔（砲弾数1,800発。砲自体はボフォースL70）を搭載している。主兵装となる艦対艦ミサイルはフランス製のエグゾセ MM40で、前後の上部構造物区画の間に連装発射筒を2基、舷側の斜め前方に向けて設置している。このほか、7.62mm機関銃3基（銃弾数6,000発）がある。FCSにはパンダ電子光学方位盤を装備している。
電子装備については、フィリップス社の9LV 226/231 Jバンド火器管制レーダーおよび同社のシー・ジラフ50HC Gバンド対空/対水上捜索レーダーと、レイカル/デッカ社の1226型 Iバンド航海レーダーを搭載している。ソナーは搭載していない。電子戦・対抗装備としては、タレス社のシーライオン ESM装置と、レイカル社のシグナス レーダー妨害装置（3・4番艇のみ）、CSEE社のダゲー チャフ/IRデコイ発射機がある。3・4番艇のみ、後部の上部構造物上に通信用レドームを装備している。

## 運用史
2000年から、4隻すべてがアラブ首長国連邦のアブダビでリュールセン造船所による改装を受けた。
2019年8月20日、3番艇「アブデュール・ラーマン・アル・ファデル」に新型の電子光学式火器管制システムが搭載されていることが、バーレーン国防省が公開した写真によって確認された。
2022年4月5日、4番艇「アル・タウィーラ」がレオナルド社による近代化改修を完了したと発表された。メーカーは新型の戦闘管理システムを含む「最先端のシステム」が装備されたとしている。
2023年時点で、全艇が運用中である。

## 同型艦
| 番号 | 艦名                                             | 建造所             | 就役           | 状況 |
| ---- | ------------------------------------------------ | ------------------ | -------------- | ---- |
| 20   | アフマド・エル・ファテハ Ahmed Al-Fateh          | リュールセン造船所 | 1984年 2月5日  | 現役 |
| 21   | アル・ジャービリー Al-Jabri                      | リュールセン造船所 | 1984年 5月3日  | 現役 |
| 22   | アブドゥッラー・アル・ファデル Abdullah Al-Fadil | リュールセン造船所 | 1986年 9月10日 | 現役 |
| 23   | アル・タウィーラ Al Taweelah                     | リュールセン造船所 | 1989年 5月25日 | 現役 |